# Microjassa macrocoxa
Microjassa macrocoxa är en kräftdjursart som beskrevs av Robert Alan Shoemaker 1942. Microjassa macrocoxa ingår i släktet Microjassa och familjen Ischyroceridae. Inga underarter finns listade i Catalogue of Life.